# Axel Hedenlund
Axel Hedenlund (ur. 11 lutego 1888 w Borås, zm. 18 kwietnia 1919 w Sztokholmie) – szwedzki lekkoatleta, skoczek wzwyż.
Podczas igrzysk olimpijskich w Londynie (1908) zajął 8. miejsce.
Wielokrotny rekordzista kraju.

## Rekordy życiowe
- skok wzwyż (hala) – 1,82 (1908)